# Liste des évêques de Faenza
Pour les articles homonymes, voir Faenza (homonymie).
 (juin 2017).
- Si vous ne connaissez pas le sujet, laissez ce bandeau (vous pouvez alors contacter les auteurs).
- Si vous supprimez le contenu mis en cause (vous pouvez préalablement contacter les auteurs),

argumentez précisément cette suppression dans la page de discussion
(un manque de référence n'est pas un argument ; une recherche réelle de référence doit avoir été effectuée, être formellement documentée).
Sont donnés ici les évêques de  Faenza (Italie):
| Évêques des Faenza                        | Évêques des Faenza          |
| Nom                                       | Période                     |
| ----------------------------------------- | --------------------------- |
| Savino                                    | ca. 260                     |
| Costantino ou Constanzo                   | ca. 315                     |
| Constanzo (II)                            | ca. 379                     |
| Egidio                                    | ca. 454                     |
| Guisto                                    | ca. 465                     |
| Leonzio                                   | ca. 649                     |
| Vitale I                                  | ca. 679                     |
| Giovanni I                                | ca. 769                     |
| Diodato                                   | ca. 783                     |
| ...                                       |                             |
| Jean de Faenza                            | avant 1191                  |
| ...                                       |                             |
| Gualtiero                                 | 1251–1257                   |
| Giacomo Petrella                          | 1257–1273                   |
| Teodorico                                 | 1274–1276                   |
| Arpinello Riccadonna                      | 1278–1280                   |
| Viviano                                   | 1282–1287                   |
| Lottieri Della Tosa                       | 1287–1302                   |
| Matteo Eschini                            | 1302–1311                   |
| Ugolino                                   | 1311–1336                   |
| Giovanni da Brusata                       | 1336–1342                   |
| Stefano Benni ou Beneri                   | 1343–1378                   |
| Francesco Uguccione Brandi                | 1378–1384                   |
| Angelo Ricasoli (it)                      | 1385–1391                   |
| Orso da Gubbio                            | 1391–1402                   |
| Niccolò Ubertini                          | 1402–1406                   |
| Pietro da Pago                            | 1406–1412                   |
| Silvestro Della Casa                      | 1412                        |
| Antonio da Solarolo                       | 1416                        |
| Silvestro Della Casa                      | 1418–1428                   |
| Giovanni da Faenza                        | 1428–1438                   |
| Francesco Zanelli                         | 1438–1454                   |
| Giovanni da Siena                         | 1455–1457                   |
| Alessandro Stampetti                      | 1458–1463                   |
| Federico Manfredi                         | 1463                        |
| Bartolomeo Gandolfi                       | 1463–1471                   |
| Federico Manfredi                         | 1471–1478                   |
| Rodolfo Missiroli                         | 1478                        |
| Battista de' Canonici                     | 1478–1510                   |
| Giacomo IV. Pasi                          | 1510–1528                   |
| Pier Andrea Gambari                       | 1528                        |
| Rodolfo Pio                               | 1528–1544                   |
| Teodoro Pio                               | 1548–1561                   |
| Giovanni Battista I. Sighicelli           | 1562–1575                   |
| Annibale Grassi                           | 1585–1602                   |
| Gian Antonio Grassi                       | 1585–1602                   |
| Giovanni Francesco Sangiorgi              | 1603–1605                   |
| Erminio Valenti                           | 1605–1618                   |
| Ilario Morani                             | 1618                        |
| Giulio Monterenzi                         | 1618–1623                   |
| Marcantonio Gozzadini                     | 7 juin - 1er septembre 1623 |
| cardinal Francesco Cennini de' Salamandri | 1623–1643                   |
| cardinal Carlo Rossetti                   | 1643–1681                   |
| cardinal Antonio Pignatelli               | 1682–1686                   |
| cardinal Giovanni Francesco Negroni       | 1687–1697                   |
| cardinal Marcello Durazzo                 | 1697–1710                   |
| Giulio Piazza                             | 1710–1726                   |
| Tommaso Cervioni                          | 1726–1729                   |
| Niccolò Maria Lomellino                   | 1729–1742                   |
| Antonio Cantoni                           | 1742–1767                   |
| Vitale Giuseppe de' Buoi                  | 1767–1687                   |
| Domenico Mancinforte                      | 1787–1805                   |
| Stefano Bonsignori (it)                   | 1807–1826                   |
| Giovanni Niccolò Tanari                   | 1827–1832                   |
| Giovanni Benedetto Folicaldi              | 1832–1867                   |
| Angelo Pianori                            | 1871–1884                   |
| Gioacchino Cantagalli                     | 1884–1912                   |
| Vincenzo Bacchi                           | 1912–1924                   |
| Ruggero Bovelli                           | 1924–1929)                  |
| Antonio Scarante                          | 1931–1944                   |
| Giuseppe Battaglia (fi)                   | 1944–1976                   |
| Marino Bergonzini (pt)                    | 1976–1982                   |
| Francesco Tarcisio Bertozzi               | 1982–1996                   |
| Italo Benvenuto Castellani                | 1997–2003                   |
| Claudio Stagni                            | 2004–2015                   |
| Mario Toso (it)                           | depuis le 19 janvier 2015   |